# Scară de pești

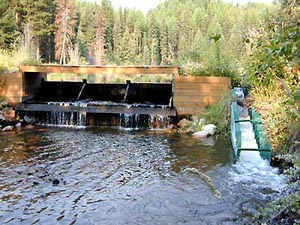
Scară de peşti pe Râul Salmon, Montana

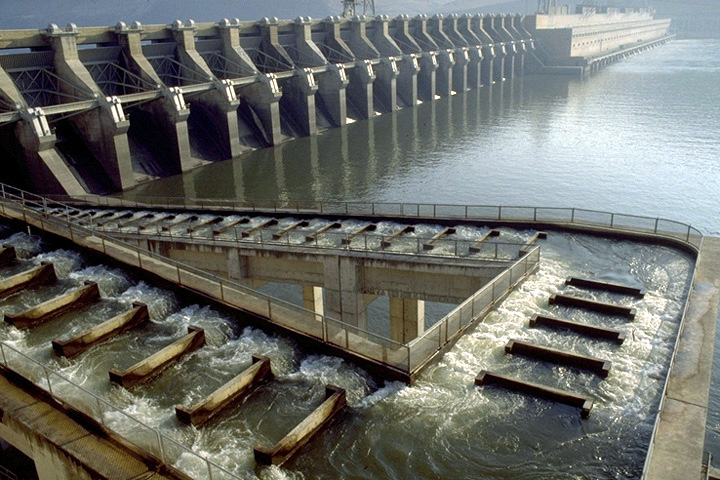
Scară de peşti la barajul John Day pe râul Columbia, SUA

Scara de pești este o construcție hidrotehnică executată în porțiunea de separație a două zone, cu nivel diferit, ale unui curs natural de apă, pentru a face posibilă trecerea peștilor din zona aval în zona amonte.
Scările de pești sunt constituie din jgheaburi (scocuri), de zidărie sau de lemn, din bazine așezate în scară etc.